# Ocotea odorifera
Ocotea odorifera är en lagerväxtart som först beskrevs av Vell., och fick sitt nu gällande namn av J.G. Rohwer. Ocotea odorifera ingår i släktet Ocotea och familjen lagerväxter. Inga underarter finns listade i Catalogue of Life.